# Christoph Wilmsen-Wiegmann
Christoph Wilmsen-Wiegmann (* 14. Dezember 1956 in Kalkar) ist ein deutscher Bildhauer.

## Leben
Nach einem Archäologiepraktikum in Xanten und einem Studium in Krefeld begann er 1976 mit der Bildhauerei in einem eigenen Atelier. Bis 1983 bildete er sich als Steinbildhauer in Düsseldorf, Bad Münster am Stein (bei seiner Tante, der Bildhauerin Anna Kubach-Wilmsen) und in Steinbrüchen in Italien. Seit 1978 ist er auf Gruppen- und Einzelausstellungen vertreten. Seit 1982 gelangten seine Arbeiten in den öffentlichen Raum und in Sammlungen, unter anderem in das Schloss Moyland (Sammlung van der Grinten), in das Mönchehaus Museum Goslar (Kaiserringstipendium 1994) und in das Israel-Museum in Jerusalem.
Wilmsen-Wiegmann erschafft in der Form strenge und körperlich betonte Säulen, Pfeiler, Tore, Kugeln, Schalen, Diskusse, Brunnen, Monolithe, Kuben, Lichtsteine und Steinreihungen. In der Landschaft oder im Bebauungszusammenhang besetzen seine Werke in übergreifenden Raumkonzepten Punkte und Strecken.
Wilmsen-Wiegmann lebt und arbeitet seit 1986 auf dem Niederheeshof in Kalkar-Appeldorn.

## Werk (Auswahl)
- Steinspirale, Kleve-Kellen, 1988
- Thora, Kalkar, 1989
- Erdkruste, Rees, 1991

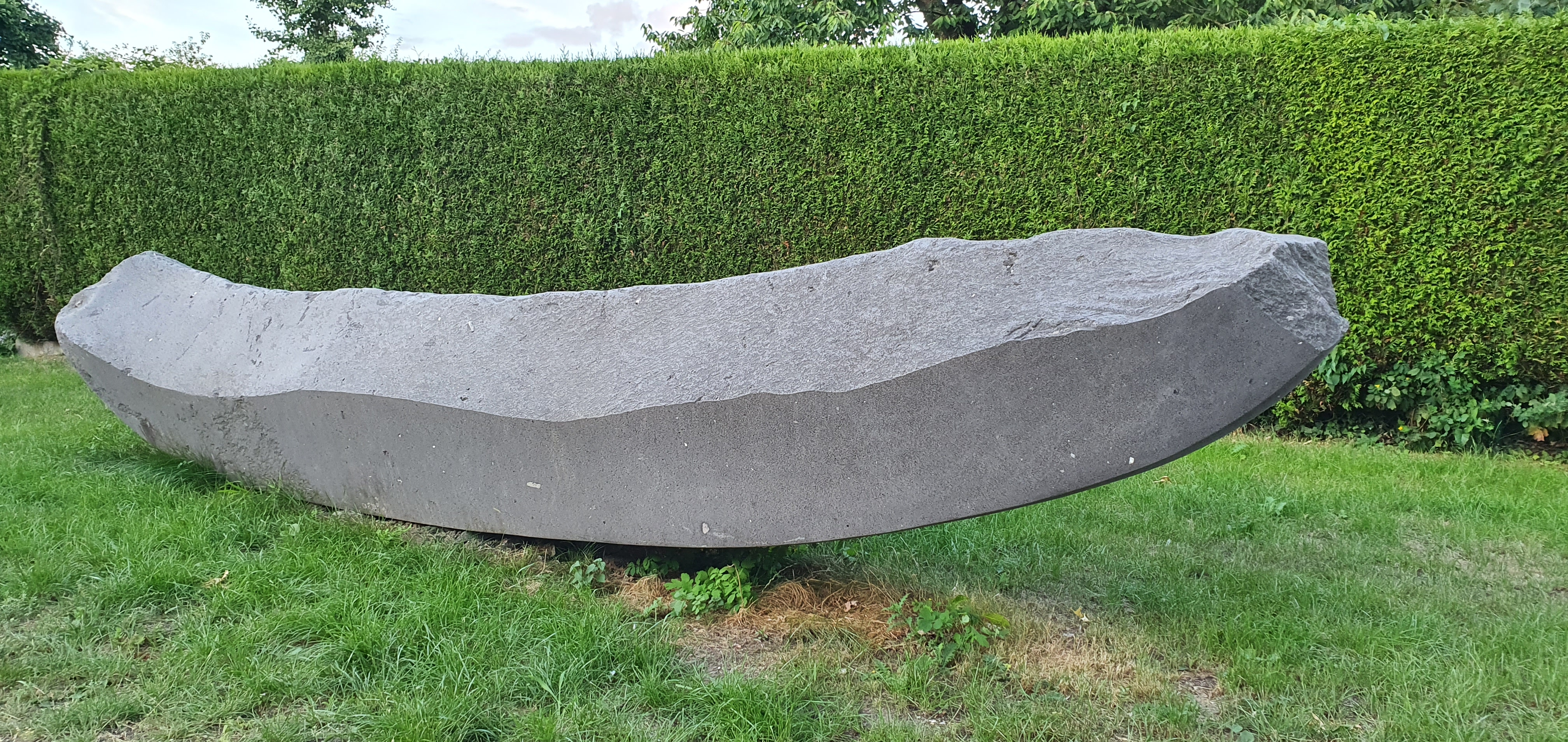
Steinbarke, 2020

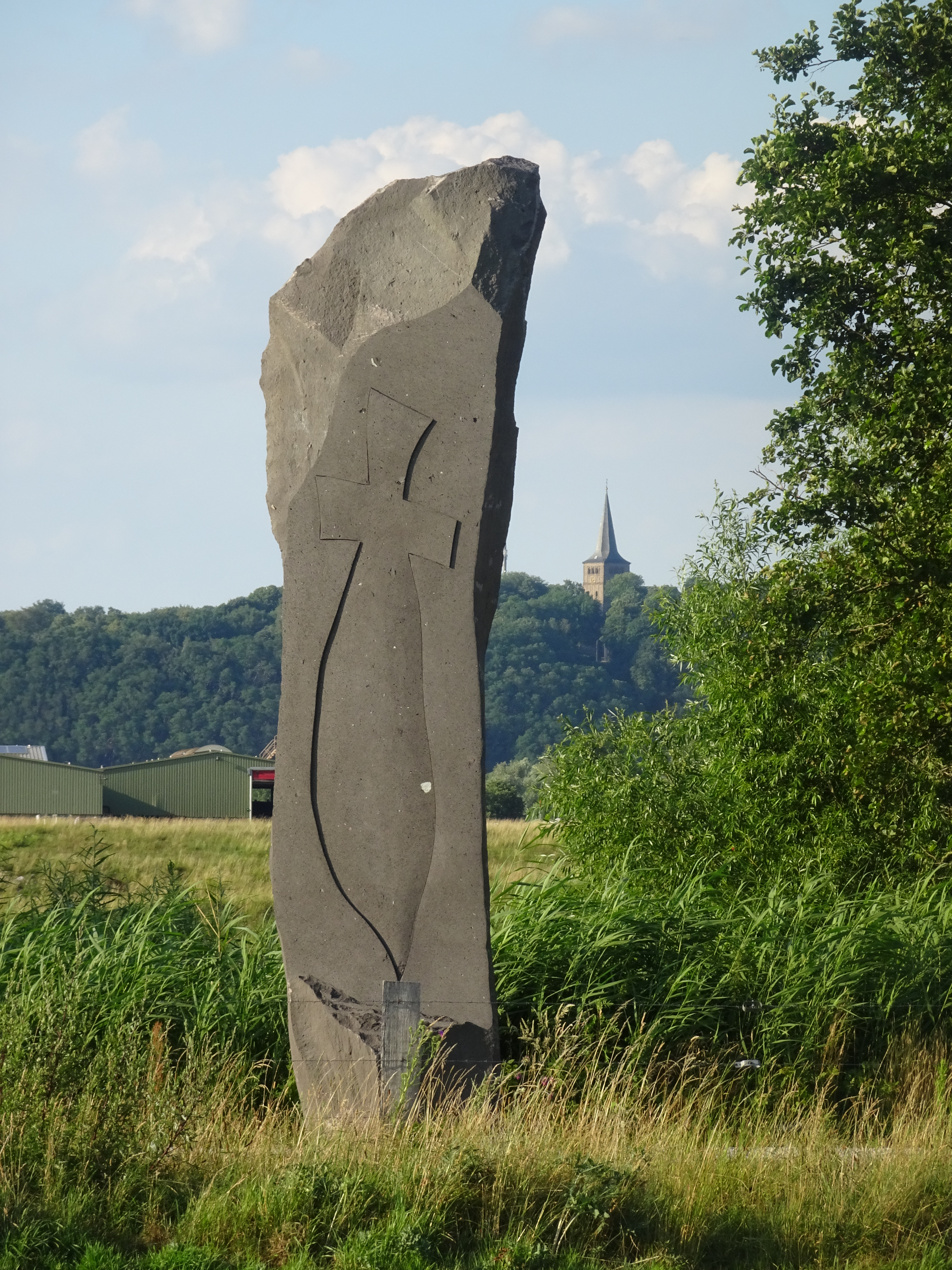
Fraubillenkreuz Salmorth, 2021

- mit Franz Joseph van der Grinten: Stuhl der Fürstäbtissinnen, Emmerich-Hochelten, 2000–2004
- Steinboot, Kalkar-Grieth, 2001
- Mahnmal zum Gedenken an die deportierten und ermordeten Juden, Meerbusch, 2003
- Tor der Nibelungen, Kalkar, 2013
- Steinbarke, Kalkar, 2020
- mit Felix Droese: Fraubillenkreuz Salmorth, Kleve-Salmorth, 2021